# Східна Соловецька Салма
Схі́дна Солове́цька Салма́ (рос. Восточная Соловецкая Салма) — протока в Білому морі, сполучає його із Онезькою затокою; відокремлює Соловецькі острови (а саме Анзерський, Велика Муксалма та Мала Муксалма) від Онезького півострова.
До Онезької затоки судна входять саме по цій протоці, так як вона є більш глибоководною. Північний вхід в протоку знаходиться між островом Жижгинським сході та мисом Колгуєв на острові Анзерському на заході. Південний вхід до протоки знаходиться між мисом Літній Орлов Онезького півострова на сході та південно-східний краєм острова Мала Муксалма на заході. На крайньому північному сході протока переходить у вузьку протоку Жижгинська Салма, яка відокремлює острів Жижгинський від Онезького півострова. На заході між островами Анзерський та Велика Муксалма протока переходить у протоку Анзерська Салма.
Середня глибина близько 50 м, максимальна 102 м. Середня величина припливів становить 1 м. На сході протоки виділяються декілька бухт — губи Літня Золотиця та Конюхова, між якими знаходяться мілини Сатанські корги. Між мисами Літній Орлов та Городок розташовані банки Ельза та Літнє-Орловська. Біля мису Колгуєв, що на острові Анзерському, розташовані банки Колгуєвська Зовнішня та Колгуєвські Внутрішні. Між островом Анзерським та Велика Муксалма — мілина Капельський стамік, а біля південно-східного краю острова Мала Муксалма — Муксаломський риф.
На берегах протоки розташовані лише два присілки — Літня Золотиця та Орловський.